# Alsószemeréd

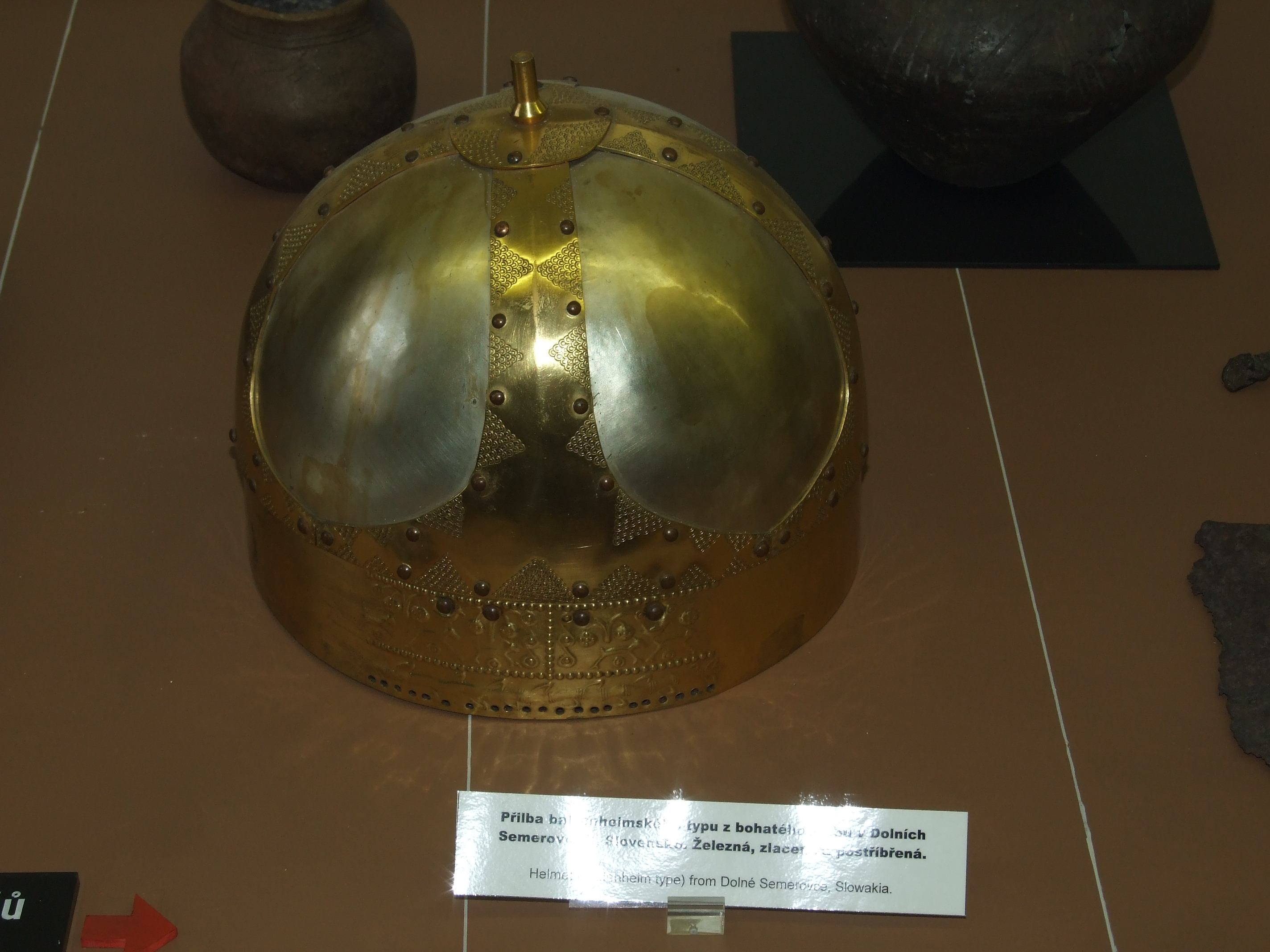
Népvándorláskori lelet, 6. század

Alsószemeréd (szlovákul Dolné Semerovce) község Szlovákiában, a Nyitrai kerület Lévai járásában.

## Története
A község területe már a kőkorszakban is lakott volt. A régészeti leletek alapján a vonaldíszes kerámia és a zselízi csoport embere lakhatott ezen a vidéken. A kora bronzkorból a hévmagyarádi kultúra korhasztásos sírjait tárták fel. A Nagymorva Birodalom idején korai szláv település állhatott a helyén.
A mai település a 13. században keletkezett. 1353-ban Zemered néven említik először. Neve a régi magyar Zemere személynévből származik. A későbbiekben 1403-ban "Alsouzemered", 1511-ben "Zemered Inferior" néven bukkan fel. A 13. század végén mint az ipolyviski vár tartozéka, a gróf Cseszneky család, majd a Szemerédy család tulajdonában állt. A falu kezdetben nem a mai helyén állt, hanem Felsőszemeréd közelében. Mai helyére 1715-ben került, amikor a régi települést a hadak vonulása miatt gyakran sanyargatták. Ekkor malom és 27 adózó háztartás volt a településen. A 19. század elején a Koháry, a Széchenyi, a Forgách, majd az Esterházy, végül a gróf Stainlein-Saalenstein család birtoka. 1828-ban 68 házában 409 lakosa élt. Lakói főként mezőgazdasággal, gyümölcstermesztéssel és szőlőtermesztéssel foglalkoztak, később a közeli nagybirtokokon dolgoztak.
Vályi András szerint "Alsó, Felső Szemeréd. Két Magyar falu Hont Várm. Alsónak földes Ura Gr. Koháry Uraság, amannak pedig több Urak; Felső az Alsónak filiája; lakosaik katolikusok, fekszenek Honthoz 2 mértföldnyire, a’ Selmetzi víz mellett; határbéli földgyeik jól termők, külömbféle vagyonnyaikat jó áron eladhattyák."
Fényes Elek szerint "Szemeréd (Alsó), Szemerovcze, magyar falu, Honth vmegyében, Ipolysághoz nyugotra 4 mfd. 354 kath. lak. Kath. paroch. templom. Szép urasági kastély, és kert. Gazdag határja bővelkedik gabonával, borral, gyümölcscsel, fával; gr. Forgách birta, de mostanában megvette tőle gr. Eszterházy Józsefnő."
A trianoni békeszerződésig Hont vármegye Ipolysági járásához tartozott, ezután Csehszlovákia része lett. 1938 és 1945 között ismét Magyarország része.
2023-ban a Legfelsőbb Bíróság megsemmisítette az előző évi önkormányzati választási eredményeket.

## Népesség
| Év:            | 1994. | 2004.   | 2014.    | 2024.   |
| -------------- | ----- | ------- | -------- | ------- |
| Emberek száma: | 462   | 502     | 555      | 535     |
| Eltérés:       |       | +8,65 % | +10,55 % | -3,60 % |

| Év:            | 2023. | 2024. |
| -------------- | ----- | ----- |
| Emberek száma: | 535   | 535   |
| Eltérés:       |       | +0 %  |

| Év   | Összlakosság | Anyanyelv/nemzetiség | Anyanyelv/nemzetiség | Anyanyelv/nemzetiség             | Vallási megoszlás                                               |
| Év   | Összlakosság | Magyar               | Szlovák              | Egyéb                            | Vallási megoszlás                                               |
| ---- | ------------ | -------------------- | -------------------- | -------------------------------- | --------------------------------------------------------------- |
| 1880 | 422          | 378                  | 23                   | 11 német                         | 401 római katolikus, 10 evangélikus, 10 izraelita, 1 református |
| 1890 | 514          | 492                  | 18                   | 2 német, 2 szlovén               | -                                                               |
| 1900 | 571          | 552                  | 14                   | 5 német                          | -                                                               |
| 1910 | 509          | 497                  | 9                    | 3 német                          | 501 római katolikus, 4 izraelita, 3 református, 1 evangélikus   |
| 1919 | 574          | 540                  | 34                   | -                                |                                                                 |
| 1921 | 611          | 522                  | 82                   | 1 német, 6 egyéb                 | 599 római katolikus, 11 református, 1 evangélikus               |
| 1930 | 598          | 457                  | 135                  | 4 zsidó, 2 német                 | 579 római katolikus, 9 evangélikus, 8 izraelita, 2 egyéb        |
| 1941 | 613          | 612                  | 1                    | 4 egyéb                          | -                                                               |
| 1970 | 580          | 494                  | 85                   | 1 lengyel                        | -                                                               |
| 1980 | 523          | 454                  | 68                   | 1 lengyel                        | -                                                               |
| 1991 | 462          | 340                  | 73                   | 47 cigány, 1 morva, 1 cseh       | -                                                               |
| 2001 | 499          | 296                  | 93                   | 101 cigány, 1 cseh, 8 ismeretlen | -                                                               |
| 2011 | 542          | 212                  | 264                  | 65 cigány, 1 cseh                | -                                                               |
| 2021 | 540          | 172 (+8)             | 132 (+3)             | 199 (+3) cigány, 37 ismeretlen   |                                                                 |

## Neves személyek
- Itt született 1853-ban Perger Lajos egyházi író.
- Itt született 1887-ben Decleva Zoltán magyar vezérezredes, a 3. magyar hadsereg parancsnoka, magyar királyi titkos tanácsos.
- Itt hunyt el Misák József kertész 1939 december 29-én.
- 1862 és 1874 között a falu papja volt Fábián János címzetes kanonok, egyházi író.
- 1874 és 1929 között volt a falu papja Viszolajszky Károly egyházi író. Egyháztörténeti művei, valamint zarándokútjairól útleírásai jelentek meg.
- Itt szolgált Herdics György (1966) szlovákiai magyar pap, címzetes apát, tiszteletbeli kanonok, esperes, a Remény hetilap főszerkesztője, egyetemi tanár.
- Itt szolgált Szüllő Rezső (1912–1982) plébános.
- Itt szolgált Andrisz Rezső (1902-1967) római katolikus esperes.

## Nevezetességei

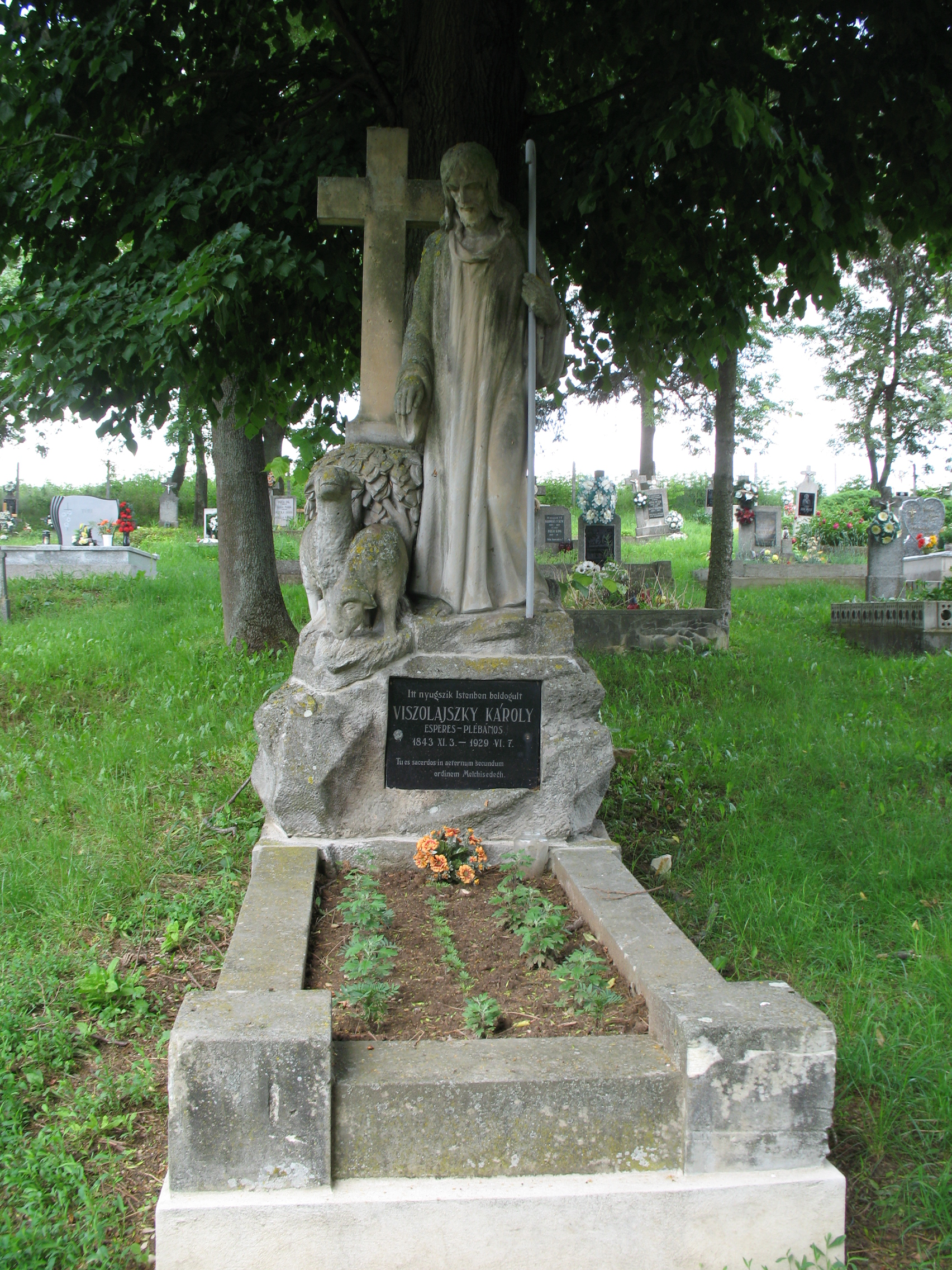
Viszolajszky Károly sírja
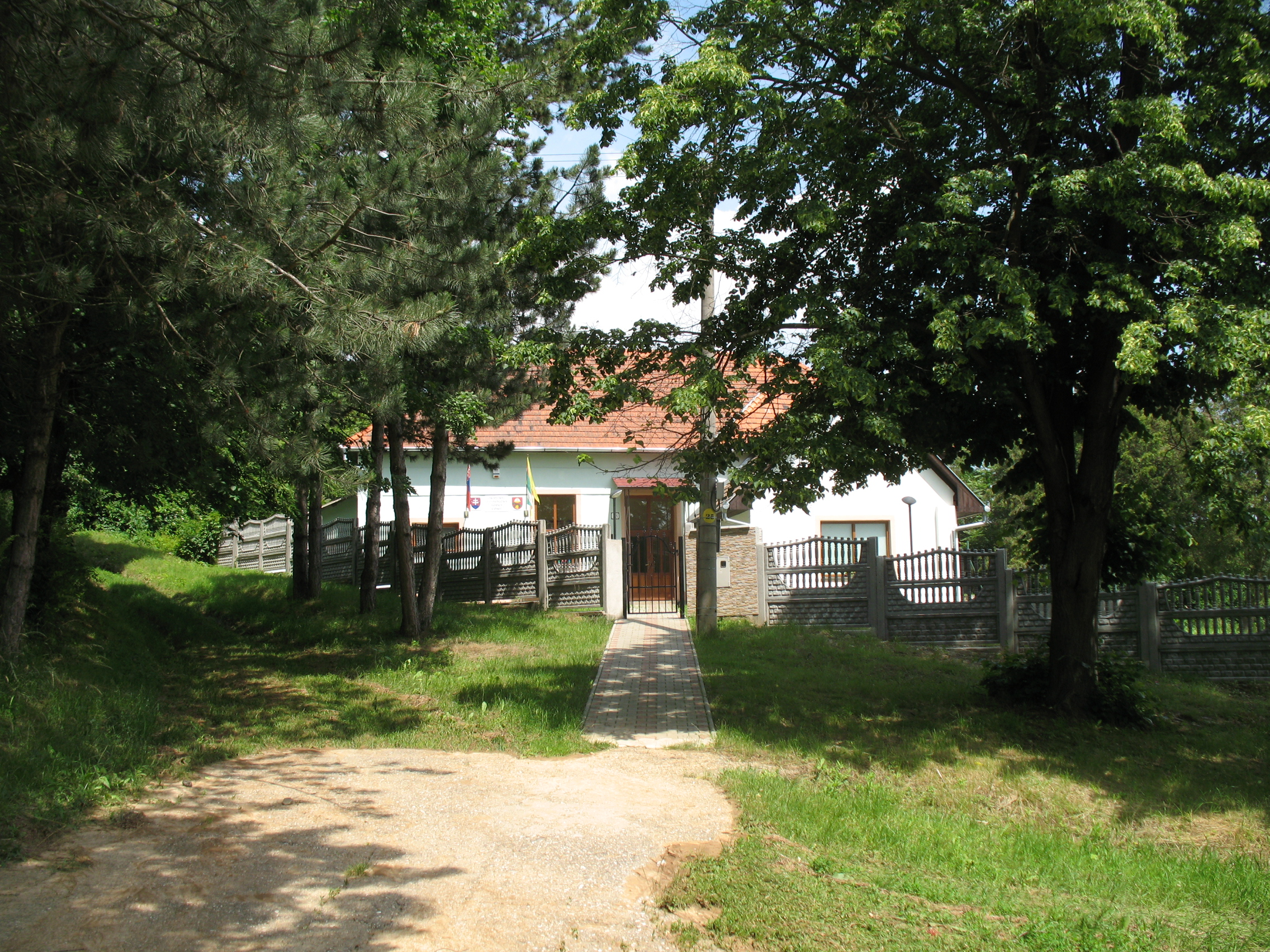
Iskola
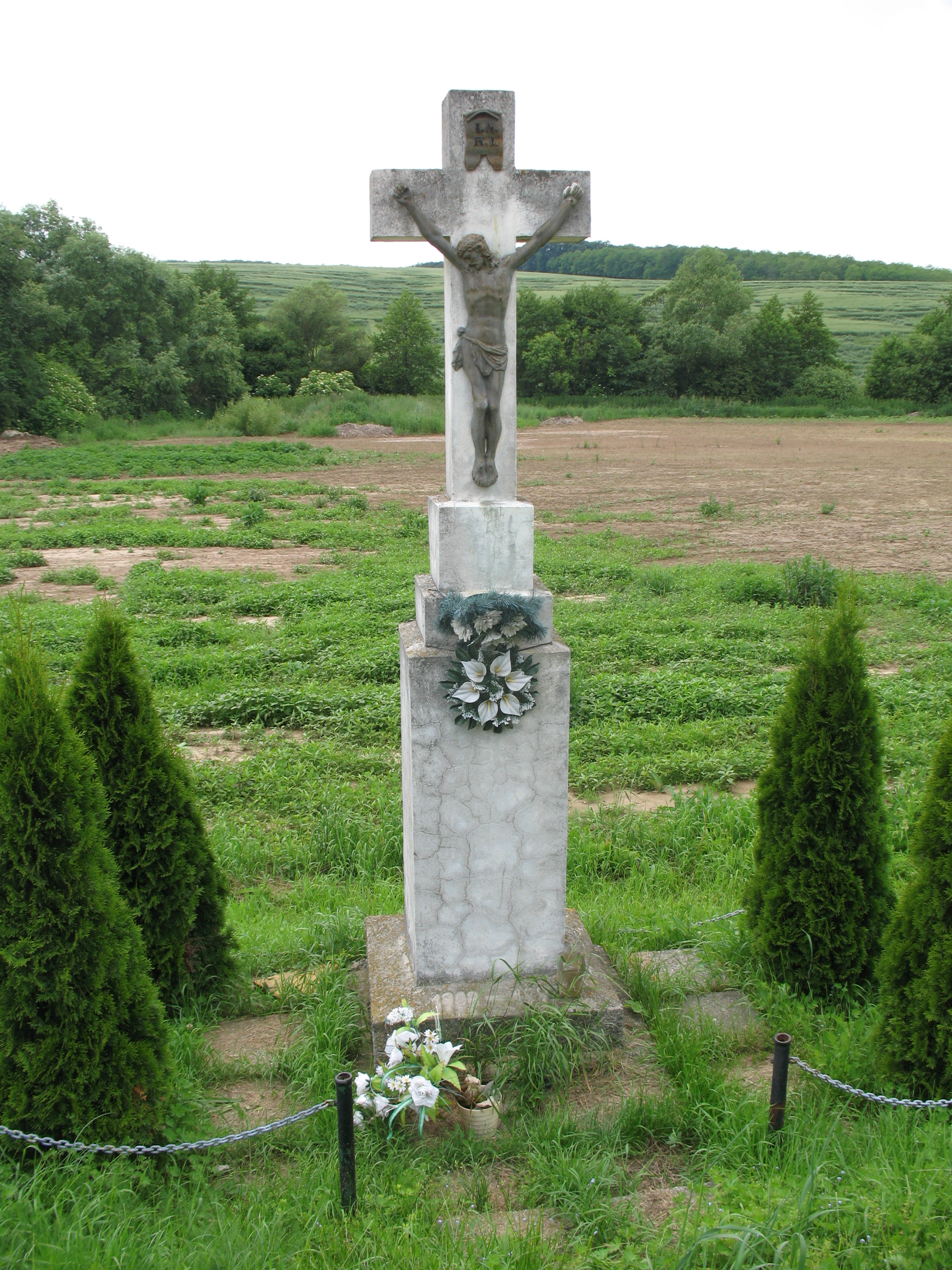
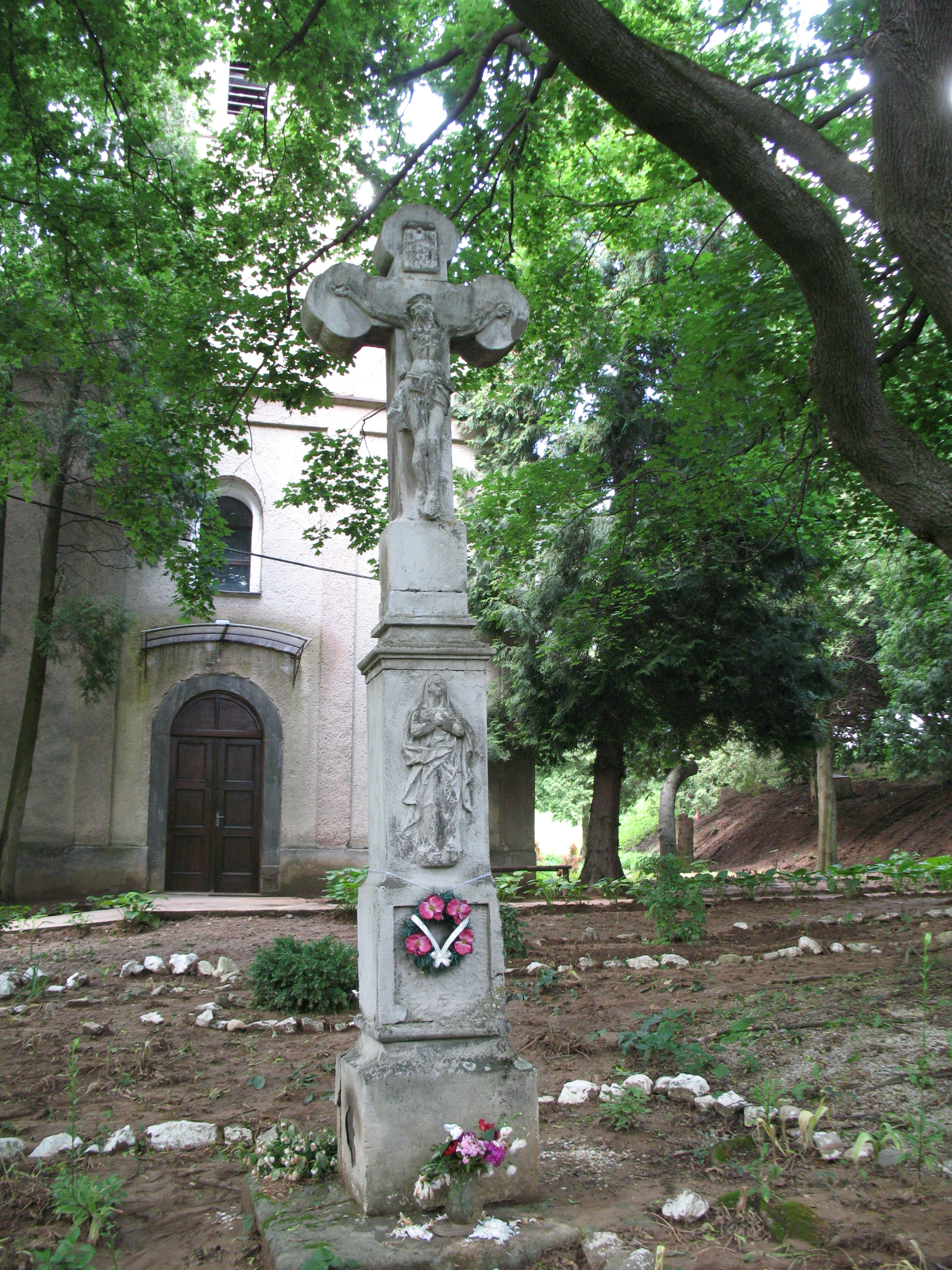
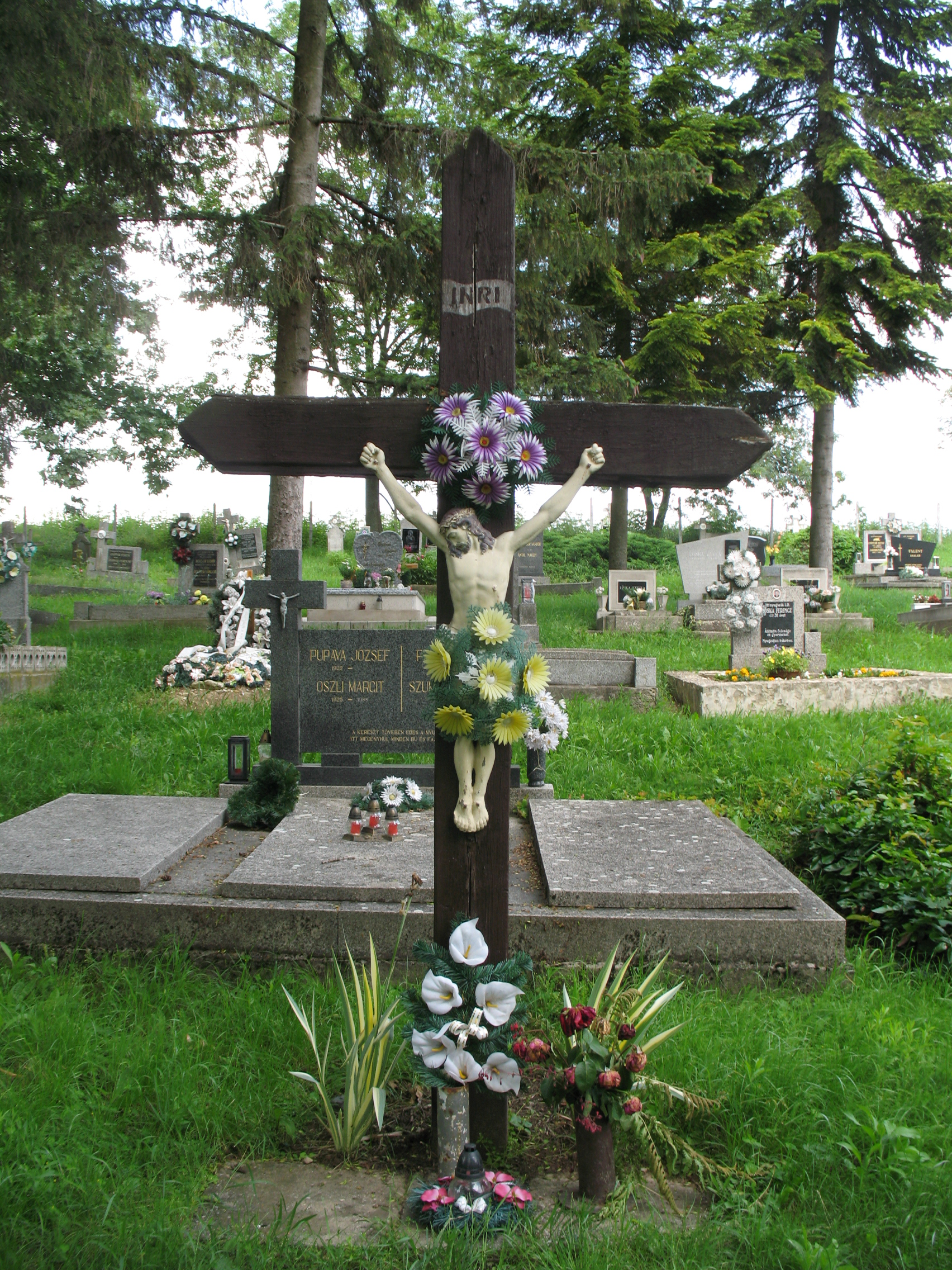
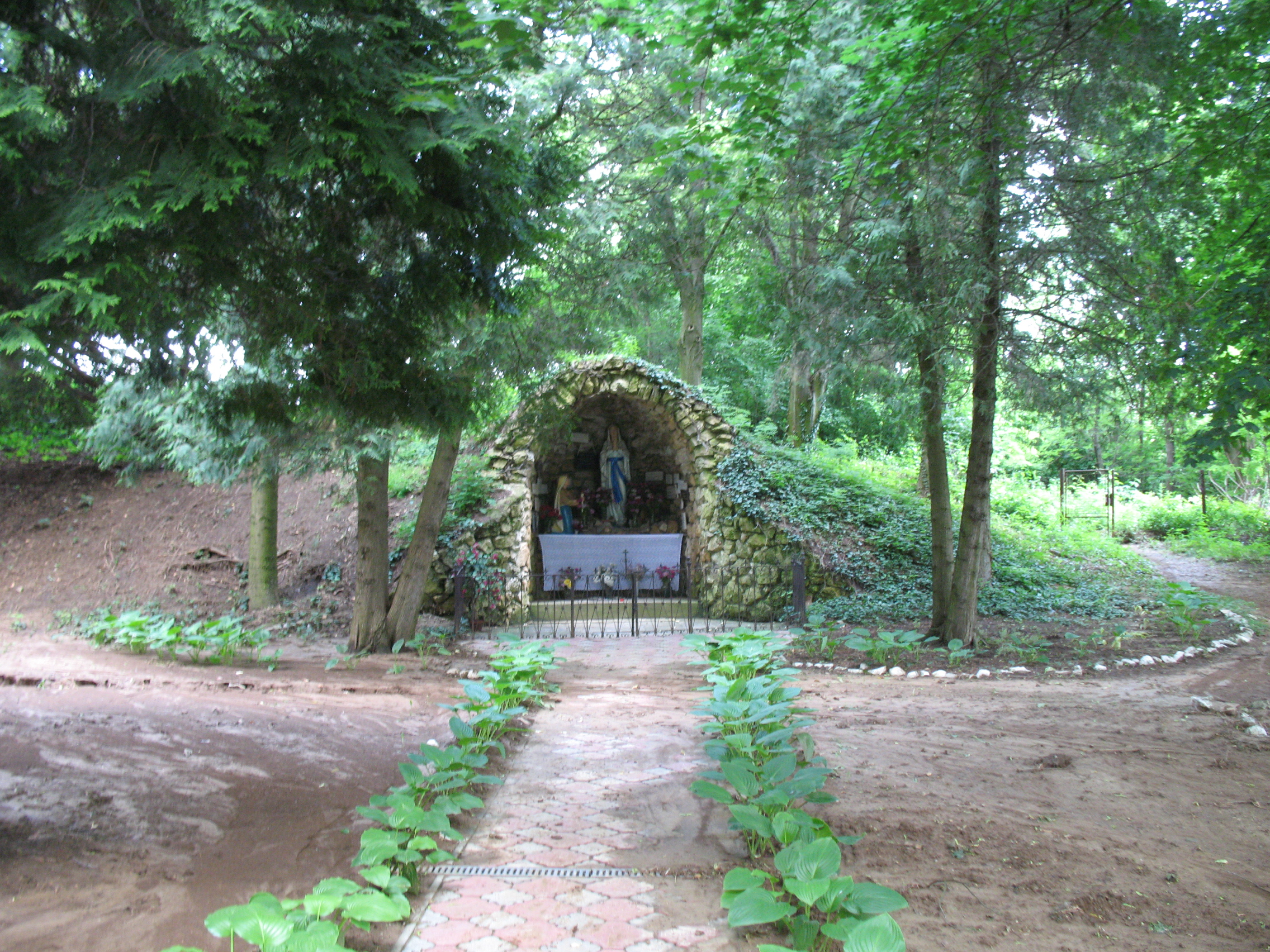
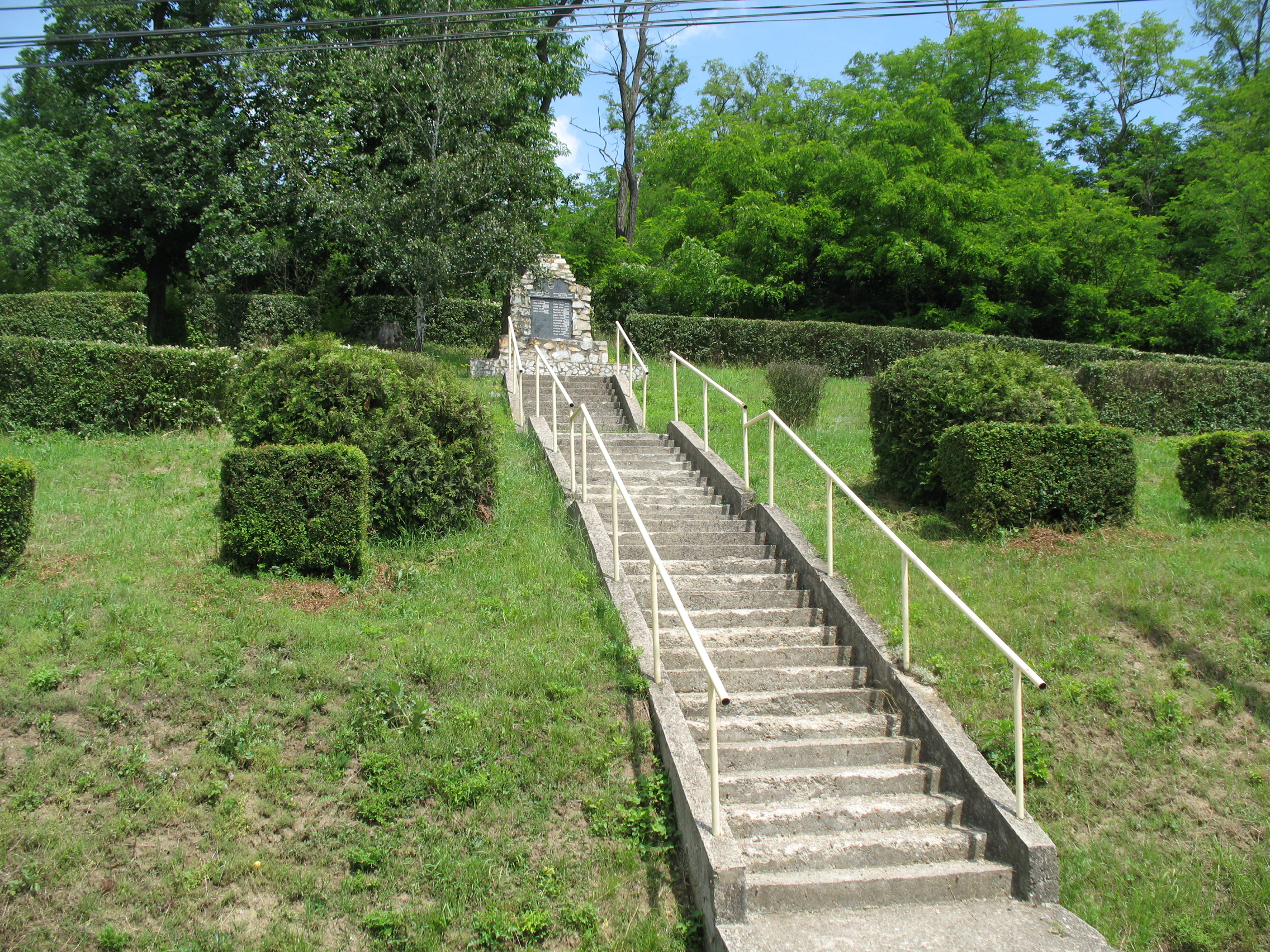

- Keresztelő Szent János tiszteletére szentelt, római katolikus temploma 1884-ben épült, neoklasszicista stílusban.
- A falu közepén álló kastélyt a Koháry család építtette barokk stílusban. 1883-ban akkori tulajdonosa, Stainlein Leontin emelettel bővítette és az irgalmas rendi nővéreknek adta. 1948-ig kolostorként működött.